# Ʋ̃
Cette page contient des caractères spéciaux ou non latins. S’ils s’affichent mal (▯, ?, etc.), consultez la page d’aide Unicode.
Ʋ̃ (minuscule : ʋ̃), appelé V de ronde tilde ou V crosse tilde, est un graphème utilisé dans l’écriture du puguli. Il s’agit de la lettre Ʋ diacritée d’un tilde.

## Représentations informatiques
Le V de ronde tilde peut être représenté avec les caractères Unicode suivants :
- décomposé (latin de base, diacritiques)[1],[2],[3] :

| formes    | représentations | chaînes de caractères | points de code | descriptions                                         |
| --------- | --------------- | --------------------- | -------------- | ---------------------------------------------------- |
| capitale  | Ʋ̃               | Ʋ◌̃                    | U+01B2 U+0303  | lettre majuscule latine v crosse diacritique tilde   |
| minuscule | ʋ̃               | ʋ◌̃                    | U+028B U+0303  | lettre minuscule latine v de ronde diacritique tilde |